# Apple Canyon Lake
Apple Canyon Lake – jednostka osadnicza w Stanach Zjednoczonych, w stanie Illinois, w hrabstwie Jo Daviess.